# Alexander Roloff

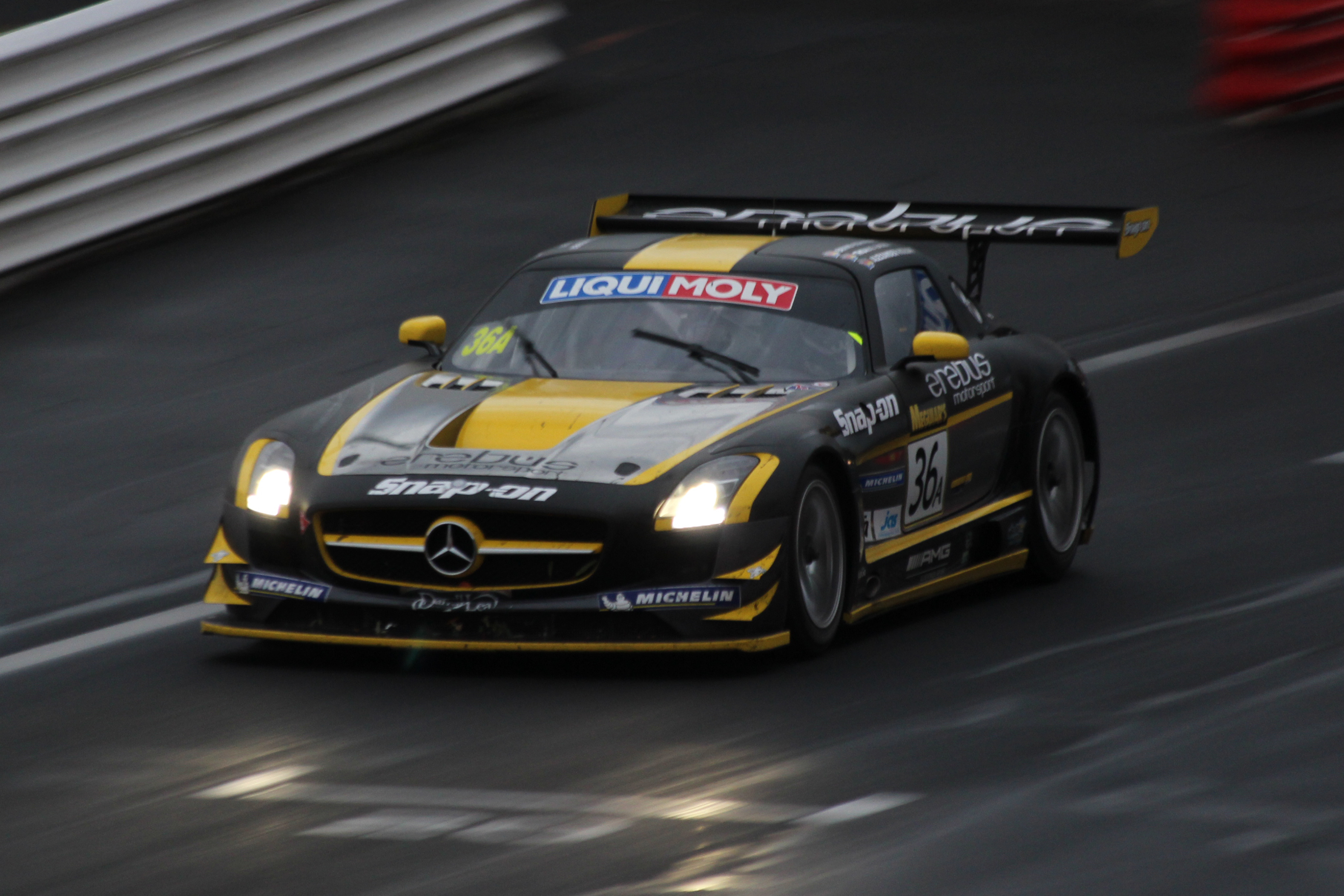
Roloffs Mercedes-Benz SLS AMG GT3 beim 12-Stunden-Rennen von Bathurst 2013.

Alexander Roloff (* 21. Dezember 1980 in Berlin) ist ein ehemaliger deutscher Automobilrennfahrer.

## Karriere
Roloff begann seine Karriere 1989 im Kartsport bevor er 2002 in den deutschen Renault Clio V6 Cup wechselte. 2004 fuhr er für Eichin Racing ein Rennen im Porsche Supercup. Bis 2006 war er im Porsche Carrera Cup aktiv.
In den Folgejahren nahm er immer wieder an den 24-Stunden auf dem Nürburgring teil. Sein bestes Ergebnis war ein vierter Platz im Jahr 2013. Im selben Jahr gewann er ebenfalls das 12-Stunden-Rennen von Bathurst.

## Sonstiges
2018 wurde er von der Berliner Feuerwehr als „Engel der Großstadt“ ausgezeichnet, nachdem er mit einem kontrollierten Auffahrunfall das Leben eines Transporterfahrers rettete.